# Juliane Wetzel
Juliane Wetzel (* 1957 in München) ist eine deutsche Historikerin. Wetzel ist seit 1991 Mitarbeiterin des Berliner Zentrums für Antisemitismusforschung der TU Berlin. Sie hat mehrere Bücher und zahlreiche Aufsätze zur Zeitgeschichte, zur deutsch-jüdischen Geschichte und zu Displaced Persons vorgelegt.

## Leben
Wetzel wurde 1987 in den Fächern Geschichte und Kunstgeschichte an der Ludwig-Maximilians-Universität München promoviert und war anschließend bis 1991 Mitarbeiterin im Institut für Zeitgeschichte in München. Von 1991 bis 1995 war sie wissenschaftliche Mitarbeiterin, seit 1996 wissenschaftliche Angestellte des Zentrums für Antisemitismusforschung der TU Berlin. Sie ist geschäftsführende Redakteurin des Jahrbuchs für Antisemitismusforschung und Mitglied der „Task Force for International Cooperation on Holocaust Education, Remembrance and Research“. Sie verfasste weiterhin zahlreiche Gutachten für Sozialgerichte und die Bundesversicherungsanstalt über Displaced Persons und deren Status in Deutschland sowie mehrere Gutachten zu aktuellen Restitutionsverfahren jüdischen Eigentums.
Ihre Arbeitsschwerpunkte sind
- Juden unter nationalsozialistischer Verfolgung (vor allem Deutschland, Frankreich, Italien),
- jüdische Nachkriegsgeschichte (jüdische Displaced Persons),
- Rechtsextremismus, insbesondere Rechtsextremismus und Antisemitismus im Internet,
- sowie aktuelle Formen des Antisemitismus im In- und Ausland.

Zusammen mit Werner Bergmann war sie Autorin der nicht offiziell veröffentlichten, aber im Internet zugänglichen Studie Manifestations of anti-semitism in the European Union – First Semester 2002, die im Auftrag des European Monitoring Center on Racism and Xenophobia (EUMC), Wien, erstellt wurde.

## Schriften
- Jüdisches Leben in München 1945–1951. Durchgangsstation oder Wiederaufbau? Kommissionsverlag Uni-Druck, München 1987, ISBN 3-87821-218-6 (Zugleich Dissertation an der Universität München 1986).
- (mit Angelika Königseder): Waiting for Hope. Jewish Displaced Persons in Post-World War II Germany. Northwestern University Press, Evanston IL 2001.
- (mit Angelika Königseder): Lebensmut im Wartesaal. Die jüdischen DPs (Displaced Persons) im Nachkriegsdeutschland. Fischer Taschenbuch Verlag, Frankfurt am Main 1994, ISBN 3-596-10761-X (zweite Auflage 2004).
- Stichwort Antisemitismus. Bundeszentrale für Politische Bildung, Bonn 2006 (= Themenblätter im Unterricht, Nr. 56 Extra).
- (hrsg. mit Wolfgang Benz): Antisemitismus und radikaler Islamismus. Klartext, Essen 2007, ISBN 978-3-89861-714-7 (= Antisemitismus: Geschichte und Strukturen, Band 4).
- Moderner Antisemitismus unter Muslimen in Deutschland. Springer VS, Wiesbaden 2014, ISBN 978-3-658-04273-8.